# Деревний оцет
Деревний оцет (лат. acetum pyro-lignosum) — один з продуктів сухої перегонки (піролізу) деревини.
Основними компонентами деревного оцту є оцтова кислота і метанол, тому деревний оцет раніше використовувався як комерційне джерело для виготовлення оцтової кислоти. Крім того, оцет часто містить 80—90 % води, а також близько 200 органічних сполук.